# Rudolf Lehmann-Filhés

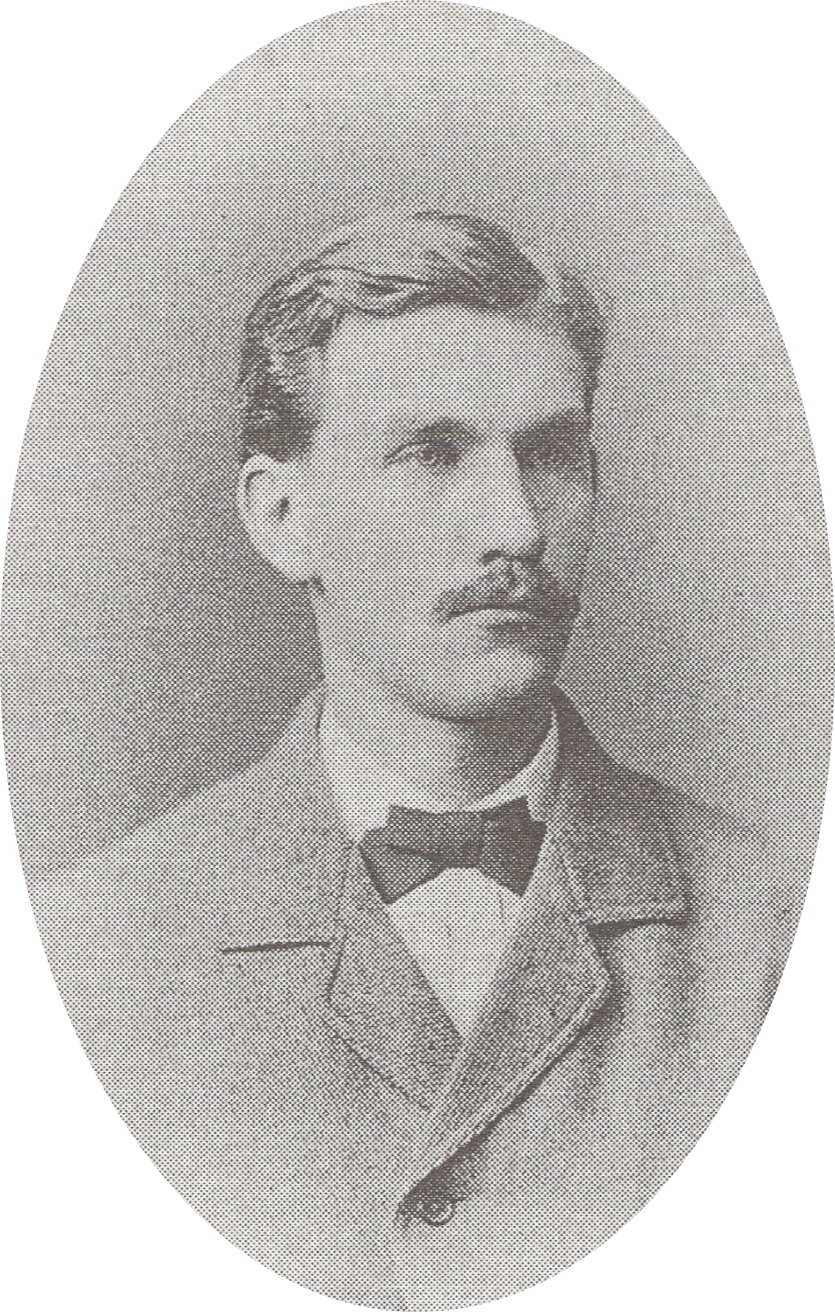
Rudolf Lehmann-Filhés

Rudolf Lehmann-Filhés (* 12. April 1854 in Berlin; † 30. Mai 1914 ebenda) war ein deutscher Mathematiker und Astronom.

## Leben
Sein gleichnamiger Vater war Lehrer. Seine Mutter Bertha (* 1819; † nach 1887), eine Tochter des Gutsbesitzers Filhés in Kammerswaldau, war Schriftstellerin. Sein Onkel war der Philosoph Karl Rosenkranz.
Nach einigen Semestern an der Berliner Bauakademie wechselte er zum Studium der Astronomie an der Berliner Universität, promovierte 1878 mit der Arbeit Zur Theorie der Sternschnuppen und habilitierte sich 1881 zum Privatdozenten. 1891 wurde er an der Universität Berlin zum a.o. Professor und 1909 zum o. Professor für Mathematik und Physik berufen. Daneben lehrte er über drei Dekaden an der Kriegsakademie. Im Jahr 1887 wurde er zum Mitglied der Leopoldina gewählt.
Er entwickelte Methoden zur Bestimmung von Meteorbahnen und zur Bahnbestimmung spektroskopischer Doppelsterne. Ab 1891 war er Schriftführer der Astronomischen Gesellschaft und gab deren Vierteljahresschrift heraus.

## Veröffentlichungen
- Zur Theorie der Sternschnuppen. 1878.
- Die Bestimmung von Meteorbahnen, nebst verwandten Aufgaben. 1883.
- Über die Säkularstörung der Länge des Mondes unter der Annahme einer sich nicht momentan fortpflanzenden Schwerkraft. München 1896.